# Palmitoleinska kiselina
Palmitoleinska kiselina ((Z)-9-hekaadecenoinska kiselina) je omega-7 mononezasićena masna kiselina sa formulom  koja je čest sastojak glicerida ljudskog masnog tkiva. Ona je prisutna u svim tkivima, ali se u većim koncentracijama nalazi u jetri. Ona se biosintetiše iz palmitinske kiseline dejstvom enzima delta-9 desaturaza.